# Gustav Schäfer (Ruderer)
Gustav „Gummi“ Schäfer (* 22. September 1906 in Johanngeorgenstadt; † 10. Dezember 1991 in München) war ein deutscher Ruderer und Olympiasieger.

## Leben
Der gebürtige Erzgebirger zog 1911 nach Dresden, wo sein Vater eine Kunsttischlerei eröffnete und königlich-sächsischer Hoflieferant wurde. Nach Beendigung der Volksschule ging Schäfer bei Konditormeister Wachendorf auf dem Weißen Hirsch zur Lehre. Er übte sich zunächst in verschiedenen Sportarten wie Wasserball und Hockey; er spielte auch zeitweilig gemeinsam mit Helmut Schön Fußball.
Schäfers eigentliche sportliche Laufbahn begann, als er dem Dresdner Schwimmverein beitrat. In dieser Zeit entstand auch sein Spitzname „Gummi“. Beim Gau-Schwimmfest in Großenhain musste der Kurzstreckenschwimmer als Ersatzmann auf der 1500-Meter-Strecke starten und schlug dabei den Favoriten, dem er hartnäckig folgte, um auf den letzten Metern vorbeizuziehen. Der Geschlagene kommentierte dies mit den Worten: „Der Hund war zäh wie Gummi.“
Als 1929 der Dresdner Ruderverein den Schwimmern sein Bootshaus in Blasewitz für ein Tanzvergnügen zur Verfügung stellte, nahm auch Schäfer die Einladung der Ruderer zu einer Probefahrt auf der Elbe an. Der Trainer Wurtmann erkannte sein Talent und im März 1929 nahm Schäfer das Rudertraining auf.
Sein erster Erfolg war der Titel im Einer bei den Deutschen Rudermeisterschaften 1934 in Mainz. Im gleichen Jahr wechselte Schäfer zum Fachamt Rudern, Skullerzelle Berlin. Unter dem neuen Trainer, dem Engländer George Cordery, der als „harter Hund“ galt, wurde Schäfer zu einem Spitzenruderer. Ebenfalls 1934 belegte er zusammen mit Willi „Bubi“ Kaidel bei den Europameisterschaften in Luzern den ersten Platz im Doppelzweier. Das Duo Schäfer/Kaidel wurde 1936 in Berlin-Grünau Deutscher Meister, Schäfer holte sich erneut den Titel im Einer.
Am 14. August 1936 erkämpfte sich Schäfer bei den Olympischen Spielen in Berlin-Grünau die Goldmedaille in Einer. Er legte die Distanz von 2000 m in 8:21,5 min zurück und überfuhr die Ziellinie mit drei Bootslängen Vorsprung. Nach den Olympischen Spielen beendete er seine aktive Sportlerlaufbahn und arbeitete bis 1945 als Ministerialangestellter in Dresden.
Zusammen mit dem Rüsselsheimer Georg von Opel, der 1936 ebenfalls zur Skullerzelle Berlin wechselte und bei den Olympischen Spielen sein Ersatzmann war, gehörte „Gummi“ Schäfer zu den Gründern der Deutschen Olympischen Gesellschaft.
Nach dem Krieg ging „Gummi“ Schäfer in den Westen und war zwischen 1949 und 1952 bei den Senioren der Rudergemeinschaft Flörsheim-Rüsselsheim aktiv und sehr erfolgreich. 1961 zog Gustav Schäfer mit seiner Frau nach München. Zu dieser Zeit wurde er in der DDR schon totgesagt. In der Ausgabe der Tageszeitung „Der Morgen“ vom 18. Juni 1961 war zu lesen, dass „Gummi“ Schäfer im Krieg umgekommen sei. 1988 wurde der bekannte Dresdner Ruderer durch Richard von Weizsäcker mit dem Bundesverdienstkreuz ausgezeichnet.
Schäfer war zum 10. Juli 1933 der SA beigetreten und wurde 1936 zum Truppführer befördert. Am 16. Januar 1937 beantragte er die Aufnahme in die NSDAP und wurde zum 1. Mai desselben Jahres aufgenommen (Mitgliedsnummer 5.821.098).
Gustav Schäfer starb im Alter von 85 Jahren und wurde auf dem Westfriedhof (Grabnummer 23-1-32) in München beigesetzt.
2008 wurde er in die Hall of Fame des deutschen Sports aufgenommen.